# مصرف غامبيا المركزي
البنك المركزي الغامبي هو البنك المركزي لدولة غامبيا . يقع البنك في بانجول وقد تم تأسيسه في عام 1971. بكاري جامه هو المحافظ الحالي.

## عمليات
وبصفته مصرفًا مركزيًا، فإن بنك البحرين المركزي مسؤول عن تقديم الخدمات المصرفية للحكومة الغامبية، وإدارة أسعار الفائدة والعملات الأجنبية ، والتفاعل مع الصناعات الغامبية، ودعم التمويل الأصغر ، وإدارة قيمة الدالاسي ، وهي عملة غامبيا.  البنك مسؤول عن إدارة بيع السندات وسندات الخزانة الغامبية في سوق الأوراق المالية الدولية. يشارك البنك في البحوث الاقتصادية فيما يتعلق بمستقبل غامبيا وغرب أفريقيا .
يعمل مع، وكالة غامبيا للاستثمار والترويج للمناطق الحرة، لإنشاء مجمع صناعي للأعمال مساحته 1.6 كيلومتر مربع بالقرب من مطار بانجول الدولي .
هي المؤسسة الوحيدة في غامبيا المسموح لها بإصدار العملة الرسمية دالاسي الغامبي .

## روابط خارجية
- الموقع الرسمي لبنك غامبيا المركزي
- GIPFZA
- معهد غرب أفريقيا النقدي
- CBG's Banjul business park PDF بتاريخ أكتوبر 2006